# Edson e Você
Edson e Você é o primeiro álbum de estúdio do cantor Edson em carreira solo, lançado em 2010. O álbum foi lançado após o cantor, que integrava a dupla Edson & Hudson, se separar do irmão Hudson após 30 anos de carreira, 11 CDs e 4 DVDs. O álbum traz as participações do jogador Pelé, do cantor Zezé Di Camargo, Carlinhos (o Mendigo) e do próprio pai Jerônimo Silva, mais conhecido como Beijinho. Teve como singles as canções "Uma Canção Pra Você" e "Como Eu Queria Te Amar"

## Faixas
1. Uma Canção Pra Você (Una Canción Para Ti)
2. Como Eu Queria Te Amar
3. Me Ame do Jeito Que Eu Sou
4. Momento Especial
5. Sou Brasileiro (Part. Pelé)
6. Pouca Flor e Muito Espinho
7. Cadê Minha Grana
8. Sentimentos (I Just Can't Live A Lie)
9. Quem Canta Não Para (Part. Zezé Di Camargo)
10. Me Esquece e Vai
11. Conto Os Segundos
12. Deixa Doido Eu (Encosta N'Eu)
13. Viola, Minha Vida (Part. Beijinho)
14. Ah,Tá! (Part. Mendigo)